# Церковь Петра и Павла (Каменный Брод)
Церковь в честь святых апостолов Петра и Павла — православный храм в хуторе Каменный Брод Ростовской области, освящённый в честь святых апостолов Петра и Павла. Относится к Шахтинской епархии Московского патриархата.

## История
В 1780 года в слободу Каменно-Бродскую были заселены казаки на место однодворцев-малороссиян. В слободе долгое время не было своего собственного храма, поэтому казаки считались прихожанами церкви Великомученицы Варвары, построенной в 1781 году и находившейся в станице Грушевской.
В 1862 году на деньги прихожан была заложена первая в хуторе однопрестольная церковь в честь апостолов Петра и Павла, которая была деревянной. Освящение этой церкви состоялось 27 апреля 1864 года, так же рядом с ней было основано первое кладбище. Однако из-за пожара, случившегося 20 мая 1881 года во время удара молнии, церковь сгорела.
Вместо сгоревшей в 1885 году была построена новая церковь. Освящена 10 ноября того же года. В 1905 году была расширена. Примерно в эти же годы местные власти рядом с ней построили две церковно-приходские школы: мужскую и женскую.
В годы советской власти церковь неоднократно закрывалась. Известно, что в годы Второй мировой войны она уже не функционировала, хотя в 1941―1942 годах в ней покоились останки курсантов Ростовского артиллерийского училища. Окончательно церковь была закрыта в 1961 году, во время антирелигиозной кампании, проводимой при Никите Хрущёве, а в здании храма располагался сначала спортивный зал, а затем и склад для хранения химикатов.
В начале 1990 годов заброшенное здание церкви, от которого к тому моменту остались лишь стены, было решено реорганизовать в клуб, но из-за отсутствия денежных средств эта идея не была воплощена в жизнь. В 1997 году начались работы по реконструкции храма, но вскоре были приостановлены и возобновлены лишь в 2008 году. 17 октября 2010-го была торжественно открыта молебенная часть храма. В 2012 году храм обзавёлся колоколами, а уже в 2013 была восстановлена основная часть храма.